# Reklama wiralna
Zasugerowano, aby zintegrować ten artykuł z artykułem Marketing wirusowy. Nie opisano powodu propozycji integracji.
Reklama wiralna – technika, która wykorzystuje istniejące sieci powiązań towarzyskich w celu spopularyzowania marki. Wykorzystuje się docelową grupę odbiorców do sprzedawania marki innym, należącym do tej samej grupy demograficznej ludzi. Można to osiągnąć za pośrednictwem ustnych rekomendacji, poczty elektronicznej, internetowych społeczności lub połączenia nowych mediów. w efekcie przekaz rozchodzi się podobnie jak wirusy.

## Etapy tworzenia reklamy wiralnej
Aby taki mechanizm mógł zadziałać oraz aby reklama odniosła skutek, kampania reklamowa musi być zaprojektowana w odpowiedni sposób:
- wyprodukowanie odpowiednio atrakcyjnego materiału reklamowego,
- zainicjowanie rozpowszechniania w odpowiednio wybranej grupie odbiorców,
- skłonienie użytkowników do dalszego rozpowszechniania materiału.

W reklamie wiralnej ważna jest prostota, brak nachalności, zaintrygowanie odbiorców.

## Zalety reklamy wiralnej
- dotarcie przekazu reklamy do konkretnej grupy odbiorczej,
- redukcja części kosztów związanych z dystrybucją,
- większe zaangażowanie odbiorców w odbiór treści reklamy.